# Государственный музей авиации (Киев)
Государственный музей авиации Украины имени О. К. Антонова (укр. Державний музей авіації України) — крупнейший музей технического профиля на территории Украины. Находится в Киеве около аэропорта «Киев» («Жуляны»).
Открыт для посетителей 30 сентября 2003 года накануне празднования 100-летия мировой авиации и 80-летия авиации Украины. В настоящий момент является структурным подразделением Национального авиационного университета.
Его побратимами являются Музей польской авиации (г. Краков), головной отраслевой Музей истории гражданской авиации России (г. Ульяновск) и Национальный музей авиации и космонавтики США.
На территории площадью 20 гектаров собрано около 70 экспонатов: вертолётов, ракетоносцев, истребителей, учебно-тренировочных и пассажирских самолётов.
Также на территории музея два раза в год (весной и осенью) проходит выставка классических и эксклюзивных автомобилей.

## Экспозиция

### Самолёты
| Производитель | Модель                                                        | Тип                                                                | Серийный/регистрационный/бортовой номер                                  | Авиакомпании, которым принадлежал | Примерная дата поступления в фонды музея | Особенности экспоната. Интересные факты | Иллюстрация |
| ------------- | ------------------------------------------------------------- | ------------------------------------------------------------------ | ------------------------------------------------------------------------ | --- | --- | --- | ----------- |
| Анатра        | Анатра-Анасаль                                                | —                                                                  | —                                                                        | Копия. Построен в 2005 году ГП «Одесавиаремсервис» | 29.04.2005 | |             |
| Wright        | Флайер-1 (самолёт братьев Райт)                               | —                                                                  | —                                                                        | Копия. Хранится в ангаре музея. | 2003 | | —           |
| Aero          | L-29                                                          | —                                                                  | —                                                                        | Принадлежал КВВАИУ | 2006 | |             |
| Aero          | L-39                                                          | —                                                                  | № 33 № 530547 № 18 № 831144                                              | Один самолёт принадлежал КВВАИУ, второй — 92 ИАП Мукачево—Васильков | 2003 2006 | |             |
| КБ Антонов    | Изделие 181                                                   | Экспериментальный самолёт                                          | СССР-190101                                                              | МАП СССР | 2011 | — |             |
| КБ Антонов    | Ан-2                                                          | Поршневой пассажирский самолёт                                     | UR-54812 серийный номер 1G184-19                                         | ARP 410 | 2003 | — |             |
| КБ Антонов    | Ан-24Б                                                        | Турбовинтовой пассажирский самолёт                                 | CCCP-46245 серийный номер 77303203                                       | Аэрофлот, принадлежал Киевскому УГА | 2003 | | —           |
| КБ Антонов    | Ан-24Б                                                        | Турбовинтовой пассажирский самолёт                                 | CCCP-46801 серийный номер 57302010                                       | Аэрофлот, принадлежал Киевскому УГА | 2003 | | —           |
| КБ Антонов    | Ан-24Б                                                        | Турбовинтовой пассажирский самолёт                                 | UR-46569 серийный номер 87304710                                         | Принадлежал Киевскому УГА | 2003 | | —           |
| КБ Антонов    | Ан-26                                                         | Турбовинтовой транспортный самолёт                                 | 22 серийный номер 7910                                                   | принадлежал 15БТА (Борисполь) | 2003 | |             |
| КБ Антонов    | Ан-26                                                         | Турбовинтовой транспортный самолёт                                 | —                                                                        | МАБ КИИГА | 2003 | — |             |
| КБ Антонов    | Ан-28                                                         | Лёгкий двухмоторный турбовинтовой транспортно-пассажирский самолёт | серийный номер 1AJ003-05                                                 | Принадлежал аэроклубу Чайка | 2013 | На реставрации |             |
| КБ Антонов    | Ан-30                                                         | Самолёт воздушного наблюдения и аэрофотосъёмки                     | UR-30005 (заводской 14-06)                                               | — | 2012 | — |             |
| КБ Антонов    | Ан-71                                                         | Самолёт ДРЛО                                                       | СССР-780361                                                              | МАП СССР | 16.X.2010 | Один из 3-х произведённых самолётов такого типа |             |
| КБ Бериева    | Бе-6                                                          | Многоцелевая летающая лодка                                        | 43 жёлтый серийный номер 4601403                                         | 318 ОМПЛАП ВВС Черноморского флота СССР | лето 2009 | — |             |
| КБ Бериева    | Бе-12                                                         | Противолодочный самолёт-амфибия                                    | 35 жёлтый серийный номер 2602603                                         | ВМС Украины, ранее принадлежал Евпаторийскому АРЗ | 2006 | |             |
| КБ Ильюшина   | Ил-14Г                                                        | Поршневой пассажирский самолёт                                     | CCCP-52036 серийный номер 704103                                         | Аэрофлот Киевский УГА | 2003 | |             |
| КБ Ильюшина   | Ил-18А                                                        | Турбовинтовой пассажирский самолёт                                 | CCCP-75634 серийный номер 187000101                                      | Аэрофлот МАБ КИИГА МАП СССР | 2003 | Старейший борт этого типа в мире. Является вторым прототипом (бывшая регистрация СССР-Л5812 «Москва»). Отличается от серийных иной формой носового обтекателя, расположениями иллюминаторов, размером входных дверей и наличием двигателей НК-4. |             |
| КБ Ильюшина   | Ил-62                                                         | Турбореактивный пассажирский самолёт                               | CCCP-86696 серийный номер 21205                                          | Аэрофлот, ранее принадлежал МАБ КИИГА | 2003 | |             |
| КБ Ильюшина   | Ил-76                                                         | Турбореактивный военно-транспортный самолёт                        | UR-UCI (бывший CCCP-76511) серийный номер 083414444                      | Шереметьевский Авиаотряд, Московское УГА | 2003 | Хранящийся в музее Ил-76Т (СССР-76511) был построен в 1978 году в Ташкенте. Эксплуатировался в Шереметьево. В 1980 году совершил грубую посадку в Праге, приведшую к деформации планера, после чего был списан и передан как учебное пособие в КИИГА. Самолёт перекрашен в цвета Ukraine Cargo Airways и на борт нанесён регистрационный номер UR-UCI в память о погибшем экипаже самолёта Ил-76Т c/n 0083481440, разбившегося в Эритрее 17 июля 1998 года.                                                                                  |             |
| КБ Ильюшина   | Ил-86                                                         | Турбореактивный широкофюзеляжный пассажирский самолёт              | СССР-86000, серийный номер 0101                                          | Аэрофлот, МАП СССР | 2003 | Первый прототип Ил-86. К концу лётной «карьеры» был переоборудован в многоцелевую летающую лабораторию. Пассажирского салона никогда не имел. Оборудован противоштопорными парашютами, шахтой аварийного покидания кабины экипажа. Двери по правому борту выполнены в качестве защитных аэродинамических щитков (для покидания самолёта в полёте). Вопреки распространённому ошибочному мнению, существует всего одна машина с бортовым номером СССР-86000, при этом в Ле Бурже демонстрировался также и третий лётный прототип: СССР-86003. |             |
| КБ Микояна    | МиГ-15 УТИ                                                    | Учебно-тренировочный самолёт                                       | 31 красный серийный номер 612341                                         | Макет, передан с киностудии имени Довженко. Ранее принадлежал 126 ИАП (Ивано-Франковск) | 2003 | |             |
| КБ Микояна    | МиГ-17Ф                                                       | Фронтовой истребитель                                              | 77 красный серийный номер 612341                                         | Принадлежал КВВАИУ | 2003 | | —           |
| КБ Микояна    | МиГ-19ПМ                                                      | Истребитель                                                        | 15                                                                       | — | 2010 | — |             |
| КБ Микояна    | МиГ-21ПФМ                                                     | Истребитель-перехватчик                                            | 21 красный № 940AK14                                                     | Ранее находился на хранении 117 АРЗ, Львов | 2003 | | —           |
| КБ Микояна    | М-21М                                                         | Самолёт-мишень, переделанный из МиГ-21ПФМ                          | 45 белый № 940ACh17                                                      | Находился на хранении 117 АРЗ, Львов | 2005 | | —           |
| КБ Микояна    | МиГ-23БМ                                                      | Истребитель-бомбардировщик                                         | 05 красный № 6191253001                                                  | Принадлежал КВВАИУ | 2003 | | —           |
| КБ Микояна    | МиГ-23МЛ                                                      | Многоцелевой истребитель                                           | 54 красный № 0390310387                                                  | Находился на хранении 117 АРЗ, Львов | 2003 | |             |
| КБ Микояна    | МиГ-23УБ                                                      | Учебно-боевой самолёт                                              | 84 cn 3901405                                                            | Служил в 894ИАП (Озёрное), затем находился на хранении 117 АРЗ, Львов. | 2013 | |             |
| КБ Микояна    | МиГ-25РБ                                                      | Сверхзвуковой разведчик-бомбардировщик                             | 06 голубой                                                               | 48 ОГРАП (Коломыя), затем находился на хранении АРЗ, МиГ-Ремонт (Запорожье) | 2005 | |             |
| КБ Микояна    | МиГ-27К                                                       | Сверхзвуковой истребитель-бомбардировщик                           | 57 красный № 76802662515                                                 | Принадлежал КВВАИУ | 2003 | Редкая модификация со станцией «Кайрат» | —           |
| КБ Микояна    | МиГ-29 (9-13)                                                 | Фронтовой истребитель                                              | 31                                                                       | 1987 года выпуска. Входил в состав 145ИАП (Ивано-Франковск, бортовые № 71/31 с эмблемой 145 ИАП), в отличие от оставшихся во Ивано-Франковске самолётов той же 14-й серии (последующие и предыдущие серийные номера), был списан в 2003 году и передан в ВК НАУ, где был перекрашен под ГВП «Украинские соколы», позже передан в музей, где был перекрашен под одну из машин 114 ИАП, совершивших турне в Канаду в 1992 году. | 2003 (Военная кафедра) 2006 (музей) | При передаче в ВК КИИГА имел на борту именные подписи лётчиков, летавших на этом самолёте. Впоследствии закрашено. Имел одну звезду за сбитие мишени ВР-3 и был 6-м самолётом по количеству звёзд на борту в 145/114 ИАП | —           |
| КБ Микояна    | МиГ-29 (9-12)                                                 | Фронтовой истребитель                                              | 06 белый 2960505534                                                      | Изначально самолёт 234ИАП (Москва, 1984 г.), 145 ИАП (Ивано-Франковск 1985-1993 гг. (114ИАП) с эмблемой 145 ИАП), 92ИАП (Мукачево—Васильков 1993-2003 гг. с эмблемой 92 ИАП), в 2003 году своим ходом перелетел Жуляны. В 2006 году сдан в аренду НК Инком и перекрашен в их цвета. В 2013 году восстановлена отдалённо похожая на оригинальную окраска.                                                                      | 2003 В настоящий момент перекрашен в оригинальную схему. | Имел эмблемы: 145 ИАП (орёл, атакующий паука с силуэтом МиГ-29) 92 ИАП (гепард) |             |
| КБ Сухого     |                                                               |                                                                    |                                                                          | | | |             |
| Су-7БМ        | Истребитель-бомбардировщик                                    | серийный номер 52-18                                               | Принадлежал 806 ИБАП (Луцк)                                              | 2005 | | |             |
| Су-15ТМ       | Истребитель-перехватчик                                       | 16 синий, № 0915346                                                | Принадлежал 62 ИАП (Бельбек)                                             | 2003 | | |             |
| Су-17УМ       | Учебно-тренировочный истребитель                              | 80 синий, серийный номер 17532351902                               | Принадлежал 806 ИБАП (Луцк), затем КВВАИУ                                | 2003 | | |             |
| Су-20         | Истребитель-бомбардировщик                                    | 06 красный серийный номер 5703                                     | Принадлежал КВВАИУ                                                       | 2003 | | |             |
| Су-24         | Фронтовой бомбардировщик                                      | 56 коричневый                                                      | Принадлежал 806 БАП (Луцк), затем КВИАУ                                  | 2003 | | |             |
| Су-25         | Штурмовик                                                     | 41                                                                 | Принадлежал 452 ОШАП (Чертков), передан из запасников ЗАРЗ «МиГ-ремонт»  | 2007 | Участник БД в Афганистане | |             |
| Су-25         | Штурмовик                                                     | 105 красный № 2550801024                                           | Принадлежал КВВАИУ, 200-я ОШАЭ, 80-й ОШАП                                | 2003 | Участник БД в Афганистане | |             |
| КБ Туполев    |                                                               |                                                                    |                                                                          | | | |             |
| АНТ-7 (Р-6)   | Разведывательный самолёт                                      | —                                                                  | —                                                                        | 2003 | Найден на Камчатке в разбитом виде Евгением Коноплёвым. Восстановлен на заводе 410ГА при участии КБ Туполева. Хранится в корпусе № 11 — ангаре НАУ. В настоящее время — последний сохранившийся самолёт этого типа.                                  | — |             |
| Ту-104        | Турбореактивный пассажирский самолёт                          | CCCP-Л5415 серийный номер 6350102                                  | Аэрофлот                                                                 | 2003 | Первый серийный самолёт семейства Ту-104, старейший экземпляр этого типа в мире. Был оборудован представительским салоном. | |             |
| Ту-134А       | Турбореактивный пассажирский самолёт                          | CCCP-65743 серийный номер 2351605                                  | Аэрофлот                                                                 | 2003 | — | — |             |
| Ту-134А       | Турбореактивный пассажирский самолёт                          | CCCP-65601 серийный номер 6350003                                  | Аэрофлот МАП СССР                                                        | 2003 | Третий прототип семейства Ту-134. Использовался для испытаний двигателей Д-30-2 (позже использовались на Ту-134А) и ТА-8-АПУ. | |             |
| Ту-134 УБЛ    | Учебно-тренировочный самолёт                                  | 43 серийный номер 64152                                            | Второй из 2-х Ту-134УБЛ на Украине. Ранее принадлежал 185 ТБАП (Полтава) | 2006 | | |             |
| Ту-154        | Турбореактивный пассажирский самолёт                          | CCCP-85020 серийный номер 71A020                                   | Аэрофлот, принадлежал Московскому УГА                                    | 2003 | | — |             |
| Ту-22 М0      | Сверхзвуковой бомбардировщик средней дальности                | 156 серийный номер 5019018                                         | Принадлежал КВВАИУ, МАП СССР                                             | 2003 | Первый из 10 построенных самолётов этого типа | |             |
| Ту-22 М2      | Сверхзвуковой бомбардировщик средней дальности                | 07 № 3146253                                                       | Ранее принадлежал 33 УАЦ (Николаев), 943 МРАП (Октябрьское)              | 2005 | | |             |
| Ту-22 М3      | Сверхзвуковой бомбардировщик средней дальности                | 96 синий № 20106726                                                | Принадлежал 260 ТБАП (Стрый), 185 ТБАП (Полтава)                         | 2006 | Принадлежал 260 ТБАП (Стрый), 185 ТБАП (Полтава). В 1993 году был участником авиасалона в Фарнборо, где за его штурвалом побывали король Саудовской Аравии, Герцог Эдинбургский и командующий ВВС стран НАТО в Северной Европе генерал Джон Джампер. | — |             |
| Ту-142 М3     | Турбовинтовой дальний противолодочный самолёт (вариант Ту-95) | 85 чёрный серийный номер 8601903                                   | Принадлежал НАРЗ (Николаев),                                             | 2006 | | |             |
| КБ Яковлева   |                                                               |                                                                    |                                                                          | | | |             |
| Як-3          | Истребитель                                                   | 09 белый                                                           | —                                                                        | 2005 | Собран из деталей самолёта Як-18Т и элементов Як-50. | — |             |
| Як-18ПМ       | Пилотажный самолёт                                            | 22 жёлтый с эмблемой Киевского аэроклуба ДОСААФ                    | Киевский отдел ДОССАФ                                                    | 2006 | | |             |
| Як-28У        | Учебно-тренировочный самолёт                                  | 03 белый серийный номер 89319084                                   | Принадлежал 118-й ОАП РЭБ (Чертков)                                      | 2003 | На борту эмблема 118 ОАП — «рука с молнией» | |             |
| Як-38         | Палубный штурмовик ВВП                                        | 46 жёлтый серийный номер 0104 заводской номер 7977864503511        | Входил состав группы СВВП ТАВКР «Киев», затем принадлежал КВВАИУ         | 2003 | | |             |
| Як-40         | Турбореактивный пассажирский самолёт                          | UR-SAN 9542043                                                     | Принадлежал: Georgian Int’l Airlines, Challenge Aero                     | 2010 | | |             |
| Як-40         | Турбореактивный пассажирский самолёт                          | UR-XYZ 9610946                                                     | Принадлежал Коми УГА, UTair Express, Вологодское АП, Константа           | 2010 | | |             |

### Вертолёты
| Производитель | Модель  | Тип                                | Серийный/регистрационный/бортовой номер | Авиакомпании, которым принадлежал | Примерная дата поступления в фонды музея | Особенности экспоната | Иллюстрация |
| ------------- | ------- | ---------------------------------- | --------------------------------------- | --- | ---------------------------------------- | --- | ----------- |
| ОКБ Камов     | Ка-25ПЛ | Противолодочный вертолёт           | 36 cn 2912303                           | Ранее в ходил состав группы СВВП ТАВКР "Киев | 2005                                     | |             |
| ОКБ Камов     | Ка-27ПЛ | Противолодочный вертолёт           | 03 cn 5235003901204                     | Ранее входил в состав 10 МАБ, Взят с хранения Севастопольского АРЗ | 2005                                     | |             |
| ОКБ Камов     | Ка-26   | Многоцелевой вертолёт              | UR-CAU cn 6900403                       | — | 2011                                     | — | —           |
| КБ Миля       | Ми-1    | Многоцелевой вертолёт              | CCCP-02299                              | — | 2003                                     | До 2006г лежал голый фюзеляж. Восстановлен в 2006 г. |             |
| КБ Миля       | Ми-2    | Многоцелевой вертолёт              | UR-23943                                | — | 2003                                     | — |             |
| КБ Миля       | Ми-4    | Многоцелевой вертолёт              | CCCP-48983 (cn 01164)                   | — | 2003                                     | До 2006г лежал голый фюзеляж. Восстановлен в 2006 г. |             |
| КБ Миля       | Ми-6    | Тяжёлый транспортный вертолёт      | 22 № 0562                               | 320-й ОВП | 2005                                     | Передан в 2005г с Конотопского АРЗ |             |
| КБ Миля       | Ми-8    | Многоцелевой вертолёт              | 04 № 6966                               | Ранее принадлежал 15БТА (Борисполь) | 2003                                     | — |             |
| КБ Миля       | Ми-14БТ | Противолодочный вертолёт           | 53 № 74083                              | Ранее входил в состав 10 МАБ, Взят с хранения Севастопольского АРЗ | 2005                                     | |             |
| КБ Миля       | Ми-14ПЛ | Противолодочный вертолёт           | 54 № 61405                              | Ранее входил в состав 10 МАБ, Взят с хранения Севастопольского АРЗ | 2005                                     | |             |
| КБ Миля       | Ми-24А  | Многоцелевой ударный вертолёт      | 32 № 2405                               | Ранее принадлежал КВВАИУ, позже ВК НАУ, в 2006 г. передан в музей | 2006                                     | |             |
| КБ Миля       | Ми-24Д  | Многоцелевой ударный вертолёт      | 07 № 3532464506098                      | Ранее принадлежал КВВАИУ | 2003                                     | | —           |
| КБ Миля       | Ми-24П  | Многоцелевой ударный вертолёт      | 72                                      | Ранее принадлежал 33 ЦПБ Николаев | 2005                                     | |             |
| КБ Миля       | Ми-26   | Многоцелевой транспортный вертолёт | 64 Чёрный 34001212003 01-03             | Ранее принадлежал 344 ЦБПиПЛС (г. Торжок), 276 ОВП (г. Новополоцк, «Боровуха-1») , После ликвидации аварии на ЧАЭС захоронен на ПЗРО «Буряковка» (ЧАЭС), перевезен в Киев в 2003 г. Доставлен в музей в 2006 г. | 2006                                     | Ранее принадлежал 344 ЦБПиПЛС (г. Торжок), 276 ОВП (г. Новополоцк, «Боровуха-1») Участник ликвидации аварии на ЧАЭС, в 1988 утилизирован на ПЗРО «Буряковка» и оставлен в чернобыльской зоне для захоронения. В 2003г взят с могильника и доставлен в музей для пополнения коллекции вертолетов |             |

### Беспилотные аппараты и вооружение
В музее представлена широкая номенклатура ракетного и бомбового вооружения самолётов и вертолётов — авиабомбы ФАБ-9000 (принадлежала 100 ТБАП), ФАБ-5000НГ (принадлежала 100 ТБАП), ФАБ-3000 (принадлежала 100 ТБАП), ФАБ-500 (принадлежала КВВАИУ), ФАБ-250 (принадлежала КВВАИУ) и ракеты Х-22 «Буря» (принадлежали 185 ТБАП), состоявшие на вооружении ракетоносцев Ту-22М. Также в экспозиции представлены беспилотные летательные аппараты: Ту-141 и Ту-143 (принадлежали КВВАИУ), предназначенные для оперативно-тактической разведки, и пусковые установки данных БПЛА.

## Планы расширения коллекции
- Ан-124 — первый прототип — СССР-680125 (1953050101)
- Ан-22 — первый прототип, трёхкилевой — UR-64459 (5340101)
- Ан-28 — третий прототип — СССР-19754 (01-01)
- Ан-74 — первый (он же третий) прототип — СССР-72003 (01-03)
- Ту-16 — Прилуки
- Ту-160 — Полтава
- Ту-22КД — Полтава
- Ту-95МС — Полтава
- Су-15УМ — Полтава

Также на территории музея находится в разобранном и некомплектном состоянии самолёт Ил-28. В настоящий момент реконструируется МиГ-25РБС.

Согласно опубликованным сведениям, на начало 2017 года запланирован перевоз Су-27С из состава Васильковского колледжа НАУ в музей.

## Проезд к музею, адрес, режим работы и стоимость посещения

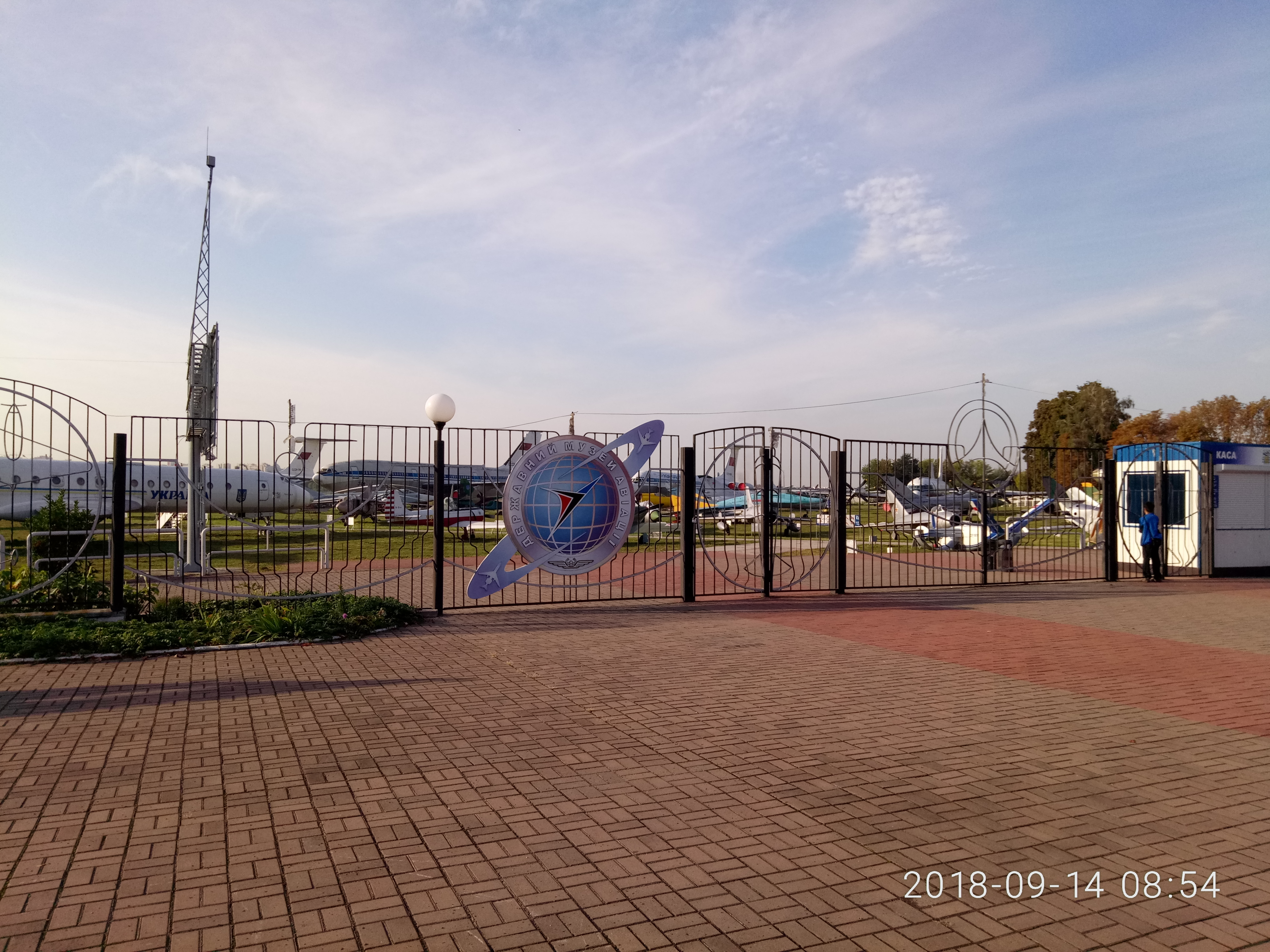
Главный вход в Государственный музей авиации

- Главный вход в Государственный музей авиацииДни работы: вторник — воскресенье.
- Время работы:

с 1 апреля по 30 октября: 10:00—19:00
с 1 ноября по 31 марта: 10:00—17:00
Платный билет включает в себя вход на территорию музея и посещение кабины самолёта Ил-62, вертолета Ми-26, а также всех открытых салонов самолётов и экспозиций.
Адрес: г. Киев, ул. Медовая, 1.

#### Проезд
Автобус № 22, до конечной остановки «Улица Медовая». Едет от станций метро Харьковская, Позняки, Осокорки,
Славутич, Демиевская. Периодичность движения около 15 минут.

Возможна пересадка на 22-й маршрут в районе Севастопольской площади с маршрутных такси № 185, 196, 205, 227, 231, 239, 302, 368, 401, 404, 438, 455, 463, 482, 496, 499, 517, 518, 550, 565 (на маршрутках указан номер 213), 570, 805, троллейбусов № 8, 19Д, 22, 30, 40, 40к.
Для маршрутных такси № 185, 196, 220, 231, 463, 550, троллейбусов № 21, 30, 40, 40к — возможно ехать до остановки «Улица Фёдора Эрнста», после чего идти согласно указателям по ул. Народного ополчения в сторону увеличения номеров домов до ул. Медовая (около 15 минут).